# 阿尔西凯雷
阿尔西凯雷（Arsikere），是印度卡纳塔克邦Hassan县的一个城镇。总人口43125（2001年）。

## 人口
该地2001年总人口43125人，其中男性21797人，女性21328人；0—6岁人口4747人，其中男2417人，女2330人；识字率75.03%，其中男性为79.24%，女性为70.73%。